# ران اندرو
ران اندرو (انگلیسی: Ron Andrew; ۵ ژانویهٔ ۱۹۳۶ ) بازیکن فوتبال اهل بریتانیا بود.
از باشگاه‌هایی که در آن بازی کرده‌است می‌توان به باشگاه فوتبال استوک سیتی و باشگاه فوتبال پورت ویل اشاره کرد.